# روح‌الله برادری
روح‌الله برادری (زاده ۲۹ آذر ۱۳۳۴) بازیگر، تهیه‌کننده و مجری طرح اهل ایران است. وی دارای مدرک درجه ۲ هنری معادل کارشناسی ارشد، او فعالیت هنری خود را از سال ۱۳۵۴ در زمینهٔ تاتر حرفه‌ای با گروه تئاتر اندیشه آغاز کرد و اولین فعالیت سینمایی خود را در سال ۱۳۶۰ با فیلم “پرچمدار“ به کارگردانی “ شهریار بحرانی“ به عنوان تهیه کننده، مدیر تولید و بازیگر، تجربه کرد. پس از آن سال‌ها در سینمای حرفه‌ای و سینمای دفاع مقدس به عنوان مدیر تولید و تهیه کننده، آثاری به یادماندنی چون حمله به اچ ۳ و سجاده آتش به کارنامهٔ کاری اش افزود. او همچنین مجری طرح سریال یوسف پیامبر بود. از سال ۱۳۷۴ با تأسیس مؤسسه طوبی فیلم با تمرکز بیشتر به تهیه‌کنندگی در سینمای ایران پرداخت؛ و فیلم‌هایی چون خواب تلخ و خاموشی دریا را تهیه کرد. فیلم خواب تلخ در سال ۱۳۸۳ در بخش دو هفتهٔ کارگردان‌های جشنواره فیلم کن به نمایش درآمد و علاوه بر دریافت جایزهٔ نگاه جوان این بخش، نامزد دریافت دوربین طلایی کن هم شد. «خواب تلخ» سپس در بیش از چهل جشنوارهٔ بین‌المللی به نمایش درآمد و برنده جوایزی چون جایزه اسکندر طلایی جشنواره تسالونیکی و جایزه فیپرشی شد.
همچنین فیلمهایی نظیر خاموشی دریا و احتمال باران اسیدی که با حضور در جشنواره‌های متعدد موفق به دریافت جوایز متعدد و استقبال مخاطبان شده‌اند از دیگر کاری‌های وی است.
او هم‌اکنون در بخش خصوصی به عنوان تهیه کنندهٔ مستقل و مدیر عامل طوبی فیلم مشغول فعالیت است.

## فعالیت‌های هنری

### بازیگر[۳][۴]
| فیلم                  | سال تولید | به کارگردانی  |
| --------------------- | --------- | ------------- |
| دو                    | ۱۳۹۳      | سهیلا گلستانی |
| من، ترانه ۱۵ سال دارم | ۱۳۸۰      | رسول صدرعاملی |
| تعقیب سایه‌ها          | ۱۳۶۹      | علی شاه حاتمی |
| هراس                  | ۱۳۶۶      | شهریار بحرانی |
| گذرگاه                | ۱۳۶۵      | شهریار بحرانی |
| پرچمدار               | ۱۳۶۲      | شهریار بحرانی |

### تهیه کننده
| فیلم                | سال تولید | به کارگردانی     |
| ------------------- | --------- | ---------------- |
| زالاوا              | ۱۳۹۹      | ارسلان امیری     |
| درساژ               | ۱۳۹۶      | پویا بادکوبه     |
| احتمال باران اسیدی  | ۱۳۹۳      | بهتاش صناعی‌ها    |
| خانه‌ای کنار ابرها   | ۱۳۹۲      | جلال دهقانی      |
| شهابی از جنس نور    | ۱۳۹۲      | اسلاملو          |
| گوشواره             | ۱۳۸۵      | وحید موساییان    |
| خانه روشن           | ۱۳۸۴      | وحید موساییان    |
| من به علاوه دشمن    | ۱۳۸۳      | رضا نیاکانی      |
| خواب تلخ            | ۱۳۸۲      | محسن امیریوسفی   |
| سیمای زنی در دوردست | ۱۳۸۲      | علی مصفا         |
| کولی                | ۱۳۸۱      | علی شاه حاتمی    |
| خاموشی دریا         | ۱۳۸۰      | وحید موساییان    |
| حمله به اچ۳         | ۱۳۷۳      | شهریار بحرانی    |
| سجاده آتش           | ۱۳۷۲      | احمد مرادپور     |
| تیرباران            | ۱۳۶۵      | علی اصغر شادروان |
| پرچمدار             | ۱۳۶۲      | شهریار بحرانی    |

### مجری طرح
| فیلم             | سال تولید | به کارگردانی     |
| ---------------- | --------- | ---------------- |
| دو               | ۱۳۹۳      | سهیلا گلستانی    |
| شهابی از جنس نور | ۱۳۹۲      | محمد رضا اسلاملو |
| آسمان هشتم       | ۱۳۸۹      | حسن نجفی         |
| سرزمین گمشده     | ۱۳۸۶      | وحید موساییان    |
| یوسف پیامبر      | ۱۳۸۶      | فرج‌الله سلحشور   |

### مدیر تولید
| فیلم          | سال تولید | به کارگردانی               |
| ------------- | --------- | -------------------------- |
| روزیکه زن شدم | ۱۳۷۹      | مرضیه مشکینی               |
| چریکه هورام   | ۱۳۷۸      | فرهاد مهرانفر              |
| رنجر          | ۱۳۷۸      | احمد مرادپور               |
| سینما سینماست | ۱۳۷۶      | ضیاالدین دری               |
| معجزه خنده    | ۱۳۷۵      | یداله صمدی                 |
| حمله به اچ۳   | ۱۳۷۳      | شهریار بحرانی              |
| سجاده آتش     | ۱۳۷۲      | احمد مرادپور               |
| تعقیب سایه‌ها  | ۱۳۶۹      | علی شاه حاتمی              |
| اُ - منفی      | ۱۳۶۸      | کریم زرگر، احمدرضا گرشاسبی |
| قاصد          | ۱۳۶۶      | محمد کاسبی                 |
| پرچمدار       | ۱۳۶۲      | شهریار بحرانی              |